# Вонсош (гміна Конське)
Вонсош (пол. Wąsosz) — село в Польщі, у гміні Конське Конецького повіту Свентокшиського воєводства.
Населення — 422 особи (2011).
У 1975-1998 роках село належало до Келецького воєводства.

## Демографія
Демографічна структура на день 31 березня 2011 року:
|          | Загалом | Допрацездатний вік | Працездатний вік | Постпрацездатний вік |
| -------- | ------- | ------------------ | ---------------- | -------------------- |
| Чоловіки | 205     | 39                 | 145              | 21                   |
| Жінки    | 217     | 29                 | 113              | 75                   |
| Разом    | 422     | 68                 | 258              | 96                   |